# Claude Santiago
Claude Santiago (* 1950 in Algerien; † 16. Januar 2012 in Paris) war ein französischer Dokumentarfilmer.

## Leben
Claude Santiago hatte spanische Wurzeln und realisierte 1968 mit 18 Jahren seinen ersten Film über eine Debatte zwischen Jean-Paul Sartre und einer Gruppe von Studenten. Im folgenden Jahrzehnt lebte er in Kanada und in Kalifornien. In San Francisco war er als DJ und Programmgestalter im Club Earl's tätig. Nachdem er die Videokunst für sich entdeckt hatte, nahm er nach seiner Rückkehr nach Frankreich 1984 an dem Filmprojekt Picnic TV des Senders Canal+ teil. Er drehte in den folgenden Jahren eine Reihe von Musikdokumentarfilme über Künstler wie Carlinhos Brown, James Blood Ulmer, The Last Poets, Tom Zé und Compay Segundo. Santiago starb Anfang 2012 an einer Krebserkrankung.

## Filmografie (Auswahl)
- 1996: Carlinhos Brown – Bahia beat
- 1996: Arriba de la bola – histoires du carnaval de La Havane
- 1997: Dégénération punk
- 1998: Compay Segundo une légende cubaine
- 2000: Oran Oraï
- 2003: Raï! Raï!Raï! – Cheikha Rabia & Bellemou
- 2004: Justo Valdez & la rumba palenquera un hommage à Batata
- 2005: Tom Zé – Dada brasil
- 2006: James Blood Ulmer – No Escape from the Blues
- 2008: Soca Power in Trinidad & Tobago
- 2009: The Last Poets – Made in Amerikkka